# Plusia splendida
Plusia splendida là một loài bướm đêm trong họ Noctuidae.